# Bianchi Tipo 18
Der Bianchi Tipo 18 ist ein Pkw-Modell. Hersteller war Bianchi aus Italien. Eine andere Quelle gibt Bianchi 18 HP an.

## Beschreibung
Das Fahrzeug wurde ab 1922 hergestellt. Es hatte einen Vierzylindermotor. 72 mm Bohrung und 120 mm Hub ergaben 1954 cm³ Hubraum. Der Doppelvergaser kam von Zenith und der Hochspannungsmagnet von Bosch. Der Motor leistete 40 PS bei etwa 2500 Umdrehungen in der Minute. Eine andere Quelle nennt 48 PS.
Der Motor war vorne im Fahrgestell eingebaut. Er trieb über ein Vierganggetriebe und eine Kardanwelle die Hinterachse an. Der Radstand betrug 285 cm und die Spurweite 130 cm. Das Fahrgestell wog 730 kg. Es wurde als Limousine, Pullman-Limousine und Tourenwagen karossiert. Etwa 95 km/h Höchstgeschwindigkeit waren möglich. Eine andere Quelle nennt 300 cm Radstand.
1924 endete die Produktion. Laut einer Quelle entstanden 750 Fahrzeuge. Der Tipo 20 folgte.
Der Due litri, mit dem Bianchi 1922 wieder in den Rennsport einstieg, hatte andere Zylinderabmessungen.